# Waco CG-4
El Waco CG-4A fue el planeador militar de carga/tropas estadounidense más ampliamente usado de la Segunda Guerra Mundial. Fue designado CG-4A por las Fuerzas Aéreas del Ejército de los Estados Unidos, y bautizado Hadrian (por el emperador romano) en el servicio militar británico.
Diseñado por la Waco Aircraft Company, las pruebas de vuelo comenzaron en mayo de 1942, y finalmente fueron entregados más de 13 900 CG-4A.

## Desarrollo
El CG-4A estaba construido de madera y metal recubierto de tela y tenía una tripulación de un piloto y un copiloto. Tenía dos ruedas principales fijas y una rueda de cola.
El CG-4A podía transportar a 13 soldados y su equipo. Las cargas podían ser un camión de un cuarto de tonelada (por ejemplo un Jeep), un obús de 75 mm o un remolque de un cuarto de tonelada, cargados a través de la sección de morro de apertura hacia arriba. Los C-47 fueron usados normalmente como aviones remolcadores. Unos pocos remolcadores C-46 fueron usados durante y después de la Operación Plunder.
El cable de remolcado del CG-4A de las USAAF era de nailon de 17 mm de diámetro y 107 m de largo. La línea de enganche del CG-4A era de nailon de 24 mm de diámetro pero de solo 69 m de longitud, incluyendo el doble lazo.
En un esfuerzo por identificar áreas donde los materiales estratégicos podían ser reducidos, un único XCG-4B fue construido por la Timm Aircraft Corporation usando madera en la estructura principal.

### Producción
De 1942 a 1945, la planta de la Ford Motor Company en Kingsford, Míchigan, construyó 4190 planeadores CG-4A para su uso en operaciones de combate durante la Segunda Guerra Mundial. La planta de Kingsford construyó más planeadores CG-4A que cualquier otra compañía en el país, a mucho menos coste que otros fabricantes. Los otros constructores principales de los planeadores Model CG-4A estaban localizados en Troy (Ohio), Greenville (Míchigan), Astoria (Nueva York), Kansas City (Misuri), y St. Paul (Minnesota).
Las 16 compañías que fueron contratistas principales en la fabricación del CG-4A fueron:
- Babcock Aircraft Company de DeLand, Florida (60 unidades a 51 000 dólares cada una).
- Cessna Aircraft Company de Wichita (Kansas) (750). La orden completa fue subcontratada en la nueva planta de Wichita de la Boeing Aircraft Company.
- Commonwealth Aircraft de Kansas City (Kansas) (1470).
- Ford Motor Company the Kingsford (Míchigan) (4190 unidades a 14 891 dólares cada una).
- G&A Aircraft de Willow Grove (Pensilvania) (627).
- General Aircraft Corporation de Astoria, Long Island, Nueva York (1112).
- Gibson Refrigerator de Greenville (Míchigan) (1078).
- Laister-Kauffman Corporation de San Luis (Misuri) (310).
- National Aircraft Corporation de Elwood (Indiana) (1 al precio astronómico de 1 741 809 dólares).
- Northwestern Aeronautical Corporation de Mineápolis (1510).
- Pratt-Read de Deep River (Connecticut) (956).
- Ridgefield Manufacturing Company de Ridgefield, Nueva Jersey (156).
- Robertson Aircraft Corporation de San Luis (Misuri) (170).
- Timm Aircraft  Company de Van Nuys (California) (434).
- Waco Aircraft Company de Troy (Ohio) (1074 (999) unidades a 19 367 dólares cada una).
- Ward Forniture Company de Fort Smith (Arkansas) (7).

Las fábricas trabajaban en turnos de 24 horas para construir los planeadores. Un trabajador del turno de noche en la fábrica de Wicks Aircraft Company en Kansas City, escribió:
```
A un lado de la enorme sala de ladrillo hay un ventilador funcionando, en el otro una cascada de agua para evitar que el aire se sature con pintura. Los hombres sirven los pulverizadores de pintura que cubren las enormes alas del planeador con caqui o azul y lo acaban con esa emocionante estrella blanca encerrada en un círculo azul que avanza alrededor del mundo para la victoria…
```

```
Las alas se cubren primero con una tela de lona estirada como papel pintado sobre el contrachapado, luego todas las costuras, sujetadores, lugares abiertos, lugares cerrados, y bordes se cubren con barniz adhesivo, que no solo hace que las alas sean herméticas, sino que recubre mis manos, mis pantalones, mis cejas, mi pelo y mis herramientas con una capa de secado rápido que se despega como esmalte de uñas o se frota con un disolvente que arde como el infierno.
[
3
]
```

## Historia operacional

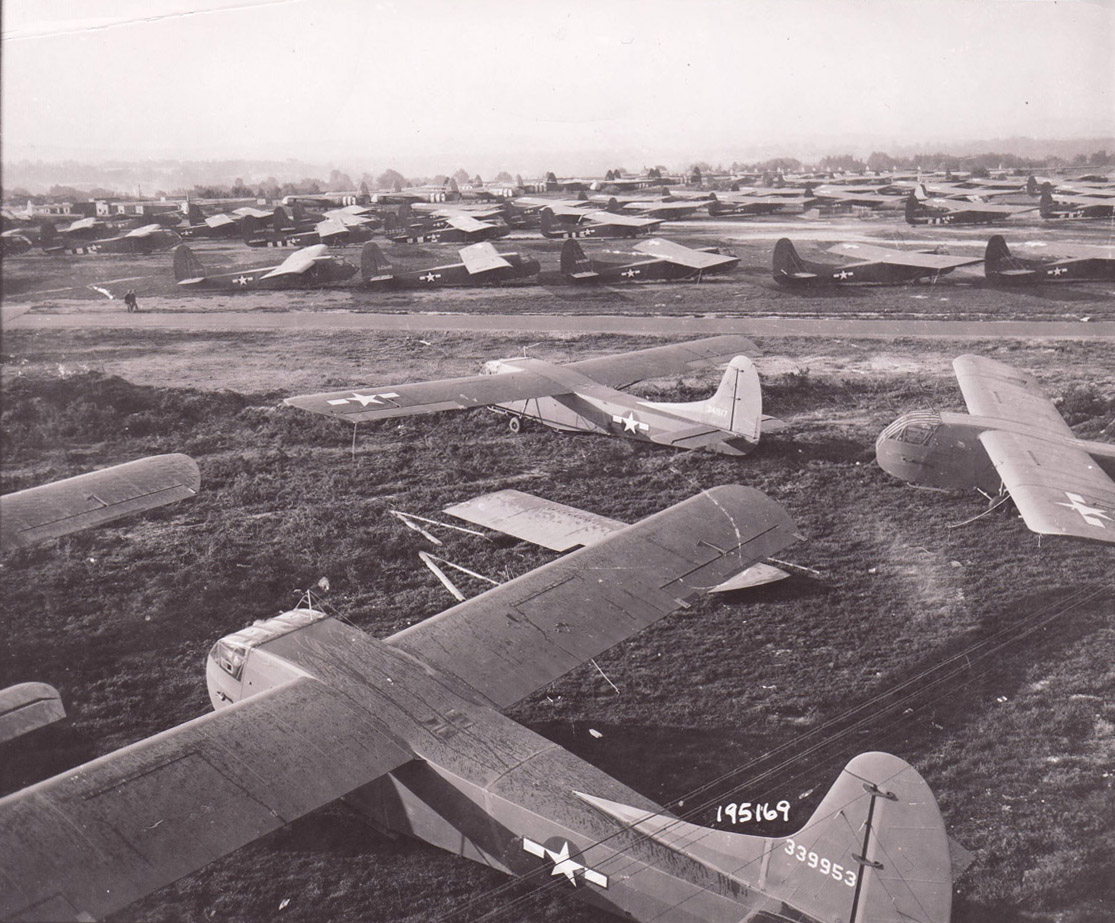
Durante la Operación Market-Garden, planeadores Waco están alineados en un aeródromo británico en preparación del siguiente transporte a los Países Bajos.

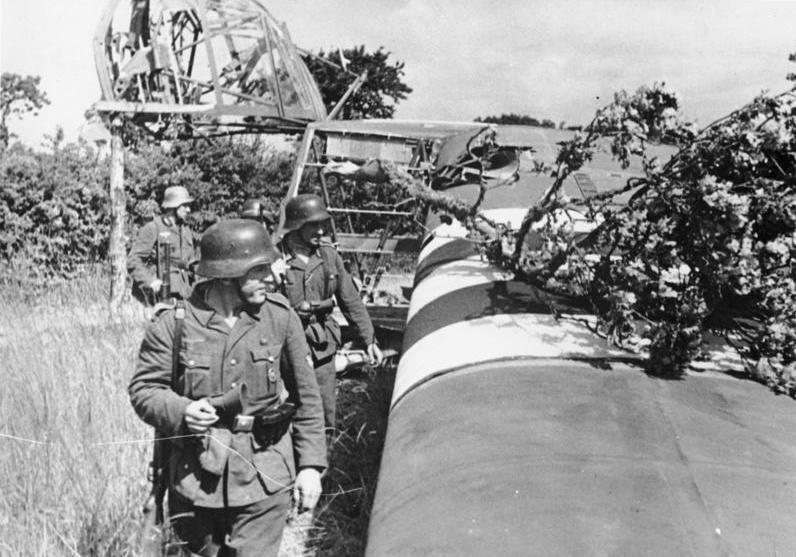
Tropas alemanas examinan un Waco abandonado, Normandía, junio de 1944.

La Base de la Fuerza Aérea Whiteman fue activada originalmente el 6 de agosto de 1942 como la Base Sedalia de Planeadores. En noviembre de 1942, la instalación se convirtió en el Aeródromo Sedalia del Ejército y se le asignó el 12th Troop Carrier Command de las Fuerzas Aéreas del Ejército de los Estados Unidos. El campo sirvió como lugar de entrenamiento para pilotos de planeadores y paracaidistas. Los aviones asignados incluían el planeador CG-4A, el Curtiss C-46 Commando, y el Douglas C-47 Skytrain. Sin embargo, el C-46 no fue usado como remolcador de blancos en combate, hasta la Operación Plunder (el cruce del Rin en marzo de 1945).
Los CG-4A entraron en combate en julio de 1943 durante la invasión aliada de Sicilia. Fueron volados 450 millas a través del Mediterráneo desde Norteáfrica para los asaltos nocturnos como la Operación Ladbroke. La inexperiencia y las pobres condiciones contribuyeron a unas fuertes pérdidas. Participaron en los desembarcos aerotransportados estadounidenses en Normandía el 6 de junio de 1944, y en otras importantes operaciones aerotransportadas en Europa y en el Teatro China-Birmania-India. Aunque no era la intención de las Fuerzas Aéreas del Ejército, generalmente los planeadores fueron considerados prescindibles por los altos oficiales del Teatro Europeo y el personal de combate, y era abandonados o destruidos tras el aterrizaje. Aunque los equipos y métodos para recuperar planeadores en estado de vuelo fueron desarrollados y entregados en Europa, la mitad de este equipo fue considerado agotado por ciertos oficiales de alto rango. A pesar de esta falta de apoyo al sistema de recuperación, varios planeadores fueron recuperados de Normandía y algunos más de la operación Market-Garden en los Países Bajos y Wesel, Alemania. 
El CG-4A se vio favorecido donde su pequeño tamaño era un beneficio. El más grande Airspeed Horsa británico podía llevar a más soldados (con acomodación para 28 o un jeep o un arma contra carro), y el General Aircraft Hamilcar británico podía llevar 7 toneladas (suficiente para un tanque ligero), pero el CG-4A podía aterrizar en espacios más pequeños. Además, usando un sistema de agarre bastante simple, un C-47 en vuelo equipado con un gancho de cola y un tambor de freno de cuerda podía “recoger” un CG-4A esperando en el suelo. El sistema fue usado en el rescate a gran altura de 1945 de los supervivientes del accidente del Gremlin Special en un valle de montaña de Nueva Guinea.
El CG-4A también fue usado para enviar suministros a los partisanos en Yugoslavia.
Después de que la Segunda Guerra Mundial acabara, la mayoría de los restantes CG-4A fueron declarados excedentes y casi todos fueron vendidos. Muchos fueron comprados por la madera de las grandes cajas de embalaje. Otros fueron comprados para convertirlos en caravanas remolcables con las alas y cola desmontados y siendo remolcados por la sección  trasera, y otros se vendieron como cabañas de caza y cabañas lacustres de vacaciones.
El último uso conocido de CG-4A fue a principios de los años 50 por la USAF con un destacamento ártico que apoyaba la investigación científica. Los CG-4A fueron usados para depositar y para recoger a personal desde témpanos de hielo flotantes, siendo el planeador remolcado, liberado para el aterrizaje, y luego recogido por el mismo avión, usando el gancho y el método de cuerda desarrollado durante la Segunda Guerra Mundial. La única modificación en el CG-4A fue el equipamiento de esquís anchos en lugar del tren de aterrizaje para aterrizar en los témpanos de hielo flotantes.

## Variantes

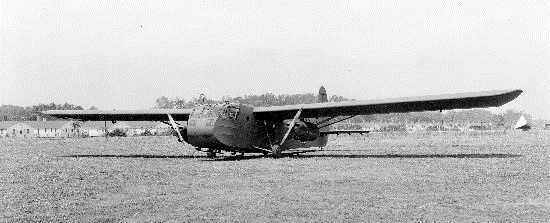
Prototipo del XPG-1.

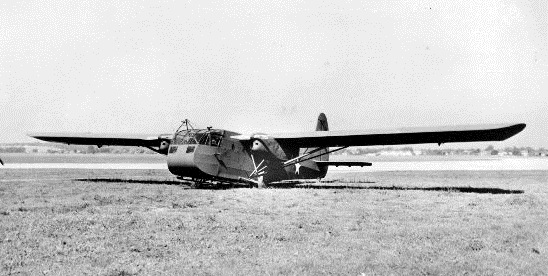
Prototipo del XPG-2.

XCG-4
Prototipos, 2 construidos, más un sujeto de pruebas de tensión.
CG-4A
Variante principal de producción, los supervivientes se convirtieron en G-4A en 1948, 13 903 construidos por 16 contratistas.
XCG-4B
Un CG-4A construido por Timm con estructura de contrachapado.
XPG-1
Un CG-4A convertido con dos motores Franklin 6AC-298-N3 por Northwestern.
XPG-2
Un CG-4A convertido con dos motores Ranger L-440-1 de 130 kW (175 hp) por Ridgefield.
XPG-2A
Dos ejemplares: los motores del XPG-2 cambiaron a unos de 150 kW (200 hp), más un CG-4A convertido también con motores de 150 kW (200 hp).
PG-2A
XPG-2A de producción con dos L-440-7 de 150 kW (200 hp), redesignados G-2A en 1948, 10 construidos por Northwestern.
XPG-2B
Variante cancelada con dos motores R-775-9.
LRW-1
CG-4A transferidos a la Armada de los Estados Unidos, 13 unidades.
G-2A
PG-2A redesignados en 1948.
G-4A
CG-4A redesignados en 1948.
G-4C
G-4A con diferente barra de remolque, 35 conversiones.
Hadrian Mk.I
Designación de la Real Fuerza Aérea para los CG-4A, 25 entregados.
Hadrian Mk.II
Designación de la Real Fuerza Aérea para los CG-4A con cambios en el equipamiento.

## Operadores
Canadá
- Real Fuerza Aérea Canadiense

 Checoslovaquia
- Fuerza Aérea Checoslovaca

 Estados Unidos

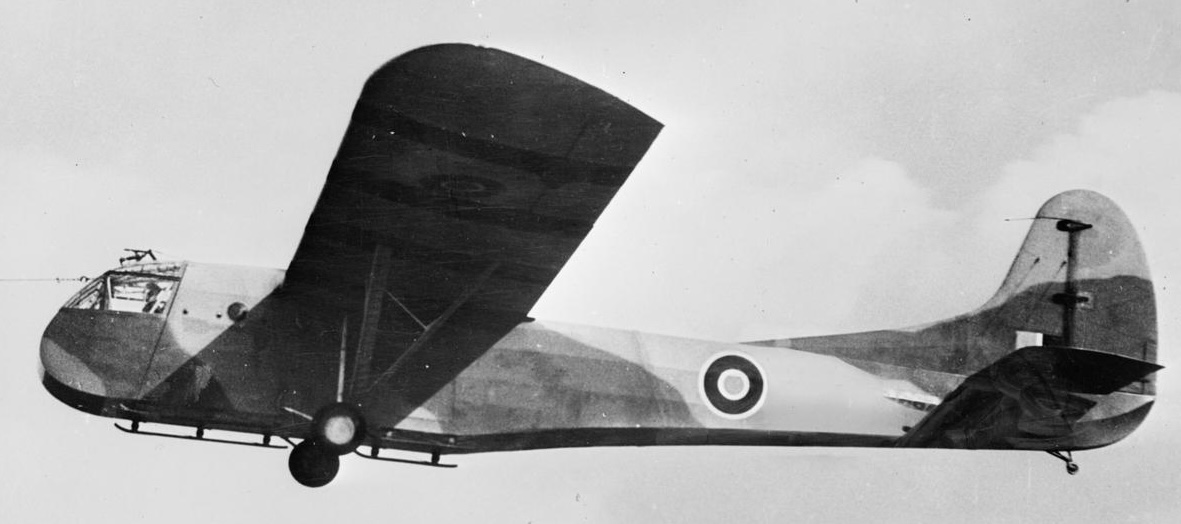
Un Hadrian británico.

- Fuerzas Aéreas del Ejército de los Estados Unidos
- Armada de los Estados Unidos

 Reino Unido
- Cuerpo Aéreo del Ejército
- Real Fuerza Aérea británica

## Especificaciones (CG-4A)
Referencia datos: Aviation Enthusiasts Corner and Pilot's Flight Operating Instructions for Army Model CG4A Glider (TO No. 09-40CA-1)

### Características generales
- Tripulación: Dos (pilotos)
- Capacidad: 13 soldados, un Jeep y 4 soldados, o 6 camillas
- Longitud: 14,8 m (48,6 ft)
- Envergadura: 25,5 m (83,7 ft)
- Altura: 4,7 m (15,4 ft)
- Superficie alar: 83,6 m² (899,9 ft²)
- Peso vacío: 1769 kg (3898,9 lb)
- Peso cargado: 3400 kg (7493,6 lb)
- Peso máximo al despegue: 4082 kg (en carga de emergencia)

### Rendimiento
- Velocidad nunca excedida (Vne): 240 km/h (149 MPH; 130 kt)
- Velocidad crucero (Vc): 117 km/h (73 MPH; 63 kt)
- Velocidad de entrada en pérdida (Vs): 79 km/h (49 MPH; 43 kt) con 3400 kg de carga
- Carga alar: 40,7 kg/m² (8,3 lb/ft²)

## Aeronaves relacionadas

### Desarrollos relacionados
- Waco CG-15

### Aeronaves similares
- DFS 230
- Gotha Go 242

- Airspeed Horsa
- Diseños de planeadores de carga Schweizer
- General Aircraft Hamilcar
- General Aircraft Hotspur
- Slingsby Hengist

### Secuencias de designación
- Secuencia CG-_ (Planeadores de Carga del USAAC/USAAF, 1941-1948): CG-1 - CG-2 - CG-3 - CG-4 - CG-5 - CG-6 - CG-7 →
- Secuencia PG-_ (Planeadores a Motor de las USAAF, 1943-1948): PG-1 - PG-2 - PG-3
- Secuencia G-_ (Planeadores de la USAF, 1948-1955): G-2 - G-3 - G-4 - G-10 - G-13 - G-14 →
- Secuencia LR_W (Planeadores de Transporte de la Armada estadounidense, 1941-1945 (Waco, 1934-1945)): LRW - LR2W